# Cyprus
Cyprus blev en romersk provins i 58 f.Kr. Indtil 30 f.Kr. var øen underlagt det hellenistiske kongerige Egypten, men blev igen en romersk provins efter Octavians sejr over Kleopatra og Marcus Antonius i Søslaget ved Actium. Fra 22 f. Kr. blev Cypern en senatorial provins.
Pax romana, romerske fred, blev kun forstyrret to gange på øen i dens 300 års romersk administration. Ved delingen af Romerriget tilfaldt Cypern det Østromerske Kejserdømme.